# (34203) Nicwamsley
2000 QO55 (asteroide 34203) é um asteroide da cintura principal. Possui uma excentricidade de 0.08024100 e uma inclinação de 7.19811º.
Este asteroide foi descoberto no dia 25 de agosto de 2000 por LINEAR em Socorro.